# Departamentul San Vicente
Departamentul San Vicente este una dintre cele 14 unități administrativ-teritoriale de gradul I  ale statului  El Salvador. La recensământul din 2007 avea o populație de 161.645 locuitori. Reședința sa este orașul San Vicente. A fost fondat în 1824.